# Let Me Feel
"Let Me Feel" é uma canção do DJ e produtor holandês Nicky Romero e da dupla de música eletrônica Vicetone com participação nos vocais da banda holandesa When We Are Wild. Foi lançada em 6 de Outubro de 2014 pela Protocol Recordings.

## Videoclipe
Acompanhando a canção, em 9 de fevereiro de 2015 foi lançado o videoclipe de Let Me Feel no YouTube. O vídeo consiste em retratar a luta de um pai que está disposto a tudo para poder pagar as contas médicas de sua filha doente. Dirigido pelo aclamado diretor Peter Huang, o mesmo que dirigiu o videoclipe de I Could Be the One.

## Faixas
- Let Me Feel[2][3]

1. "Let Me Feel" (Original Mix) - 5:41
2. "Let Me Feel" (Radio Edit) - 3:22

- Let Me Feel (Remixes)[4]

1. "Let Me Feel" (Fedde Le Grand Remix) - 4:42
2. "Let Me Feel" (Volt & State Remix) - 5:09
3. "Let Me Feel" (Martijn Ten Velden) - 7:57
4. "Let Me Feel" (Manse Remix) - 4:41

## Paradas
| Parada (2015)             | Posição |
| ------------------------- | ------- |
| Scandinavian Dance Charts | 31      |

## Histórico de Lançamento
| Região         | Data                   | Formato          | Gravadora           |
| -------------- | ---------------------- | ---------------- | ------------------- |
| Mundo          | 6 de Outubro de 2014   | Download digital | Protocol Recordings |
| Países Baixos  | 20 de Outubro de 2014  | Download digital | Protocol Recordings |
| Canadá         | 9 de Fevereiro de 2015 | Download digital | Protocol Recordings |
| Estados Unidos | 9 de Fevereiro de 2015 | Download digital | Protocol Recordings |
| Brasil         | 9 de Fevereiro de 2015 | Download digital | Protocol Recordings |